# Tomasz Bando
Tomasz Bando pseud. Borys, Henryk, Siwy, Stary (ur. 17 września 1897 w Przegorzałach, zm. 3 marca 1957 w Sosnowcu) – działacz komunistyczny i związkowy.
Po ukończeniu szkoły podstawowej został piekarzem, mieszkał i pracował w Stanisławowie. W 1914 wcielony do austriackiej armii, od 1916 walczył na froncie, ranny dostał się do rosyjskiej niewoli i umieszczony w szpitalu w Kijowie. Później pracował na folwarku koło Kupiańska w guberni charkowskiej, po skontaktowaniu się z SDKPiL współorganizował strajk, za co został na 6 tygodni aresztowany. W grudniu 1917 wrócił do Stanisławowa i organizował wraz z innymi SDKPiL-owcami związki zawodowe. Był sekretarzem Związku Zawodowego Robotników Przemysłu Mącznego, wstąpił do KPGW natychmiast po jej utworzeniu, później działał w KPZU. Był delegatem na I konferencję KPRP 30 V 1920 w Warszawie. W 1921 aresztowany i na 4 miesiące uwięziony w Stanisławowie, po zwolnieniu kontynuował działalność komunistyczną, będąc m.in. członkiem Centralnego Komitetu Wyborczego Związku Proletariatu Miast i Wsi (ZPMiW) na Galicję Wschodnią i pełnomocnikiem listy ZPMiW na okręg stanisławowski. 
W październiku 1923 ponownie aresztowany, sprawę umorzono po rocznym śledztwie. Po zwolnieniu został członkiem egzekutywy Komitetu Okręgowego (KO) KPZU w Stanisławowie. W 1925 zorganizował strajk robotników przemysłu spożywczego, za co został ponownie aresztowany, po zwolnieniu XI 1926 został kierownikiem lokalnego komitetu do walki o amnestię dla więźniów-komunistów. W marcu 1927 przeniósł się do Sosnowca, gdzie działał w KPP, MOPR i związkach zawodowych. 1927–1931 więziony, po zwolnieniu był członkiem egzekutywy KO KPP Zagłębie Dąbrowskie. III 1932 aresztowany pod zarzutem przerzucania z Niemiec odezw komunistycznych oraz broni i amunicji, XI 1932 uniewinniony z braku dowodów. VI 1933 – VIII 1936 ponownie więziony (skazany początkowo na 5 lat, po amnestii na 3 lata), później kontynuował działalność komunistyczną, za co w styczniu 1939 został wysłany do Berezy Kartuskiej. Jesienią 1939 udał się na wschód, w 1943 wstąpił w Tbilisi do ZPP, w 1946 wrócił do Sosnowca i wstąpił do PPR, a w 1948 do PZPR. Był dyrektorem administracyjnym fabryki papy i Miejskiego Przedsiębiorstwa Robót Budowlanych w Sosnowcu. 
Był odznaczony m.in. Orderem Sztandaru Pracy II klasy.